# Геодезическая прецессия
Геодези́ческая преце́ссия (эффект де Ситтера, прецессия де Ситтера, прецессия Фоккера) — эффект изменения направления оси вращающегося тела, движущегося в искривлённом пространстве-времени, предсказанный общей теорией относительности (ОТО). Схожая модель коррекции движения системы Земля — Луна была предложена Виллемом де Ситтером в 1916 году.
Эффект имеет сходство с известным в классической механике явлением прецессии, однако обусловлен не действием на тело каких-либо сил, а глобальной кривизной пространства. С точки зрения ОТО, мировая линия тела, не подвергающегося воздействию никаких сил, кроме гравитационных, является геодезической линией.
Геодезическая прецессия относится к гравимагнитным эффектам общей теории относительности. Эффект возникает при параллельном переносе вектора момента импульса (спинового или орбитального) в искривлённом пространстве-времени.

## Экспериментальное подтверждение
ОТО предсказывает угловую скорость геодезической прецессии для орбитального момента импульса системы Земля — Луна, движущейся в гравитационном поле Солнца, равную 1,9 угловой секунды в год, и эта величина согласуется с наблюдениями.
Предсказание геодезической прецессии было проверено в эксперименте с космическим зондом НАСА Gravity Probe B («Грэвити Проуб Би»). Руководитель исследований данных, полученных зондом, Фрэнсис Эверитт (англ. Francis Everitt), на пленарном заседании Американского физического общества 14 апреля 2007 года заявил о том, что анализ данных гироскопов позволил подтвердить предсказанную Эйнштейном геодезическую прецессию с точностью, превосходящей 1 %.